# کاتگات
تنگهٔ کاتگات (به هلندی: Kattegat به‌معنای گلوی گربه، به سوئدی: Kattegatt) تنگه‌ای به‌طول ۲۳۰ کیلومتر و عرض ۶۰ تا ۱۶۰ کیلومتر واقع در جنوب غربی سوئد و شرق یوتلاند در دانمارک است که از طریق تنگه اسکاگراک به دریای شمال می‌پیوندد. این تنگه همچنین بخشی از اتصال دریای بالتیک به دریای شمال را شکل داده و خود از طریق تنگه اورسوند، استور بیلت (کمربند بزرگ) و لیله بیلت (کمربند کوچک) به دریای بالتیک می‌پیوندد.
تنگهٔ کاتگات مساحتی پیرامون ۲۵٬۴۸۵ کیلومتر مربع را در بر می‌گیرد و متوسط عمق آن به ۲۶ متر می‌رسد. ورود جریان سطحی آب شیرین از دریای بالتیک به این تنگه شوری آب‌های آن را به ۳۰ در ۱۰۰۰ کاهش داده است. جزیره‌های لیسو، آنهولت و سامسو، متعلق به کشور دانمارک، در این تنگه قرار دارند و بنادر گوتنبرگ و هالمستاد در سوئد و آرهوس در دانمارک از مهمترین بنادر آن به‌شمار می‌روند.
تنگهٔ کاتگات در عین حال که گذرگاه آبی تجاری مهمی محسوب می‌شود یکی از تفرجگاه‌های تابستانی محبوب منطقه نیز به‌شمار می‌رود.